# 切斯特 (喬治亞州)
切斯特（英語：Chester）是一個位於美國喬治亞州道奇縣的城鎮。

## 地理
切斯特的座標為32°23′42″N 83°09′13″W / 32.39500°N 83.15361°W，而該地的平均海拔高度為112米（即367英尺）。

## 人口
根據2010年美國人口普查的數據，切斯特的面積為2.30平方千米，當中陸地面積為2.30平方千米，而水域面積為0.00平方千米。當地共有人口1596人，而人口密度為每平方千米694人。